# Paul Frederik van Mecklenburg-Schwerin (1800-1842)
Paul Frederik (Ludwigslust, 15 september 1800 – Schwerin, 7 maart 1842) was van 1837 tot 1842 groothertog van Mecklenburg-Schwerin. Hij was de zoon van erfgroothertog Frederik Lodewijk en grootvorstin Helena Paulowna, dochter van tsaar Paul I en zuster van de Nederlandse koningin Anna Paulowna.
Hij werd van 1814 tot 1818 onderwezen in Genève en bezocht vervolgens de universiteiten van Jena en Rostock. Na de dood van zijn vader in 1819 werd hij nu de toekomstige troonopvolger van zijn regerende grootvader. Op 25 mei 1822 trad hij te Berlijn in het huwelijk Alexandrine van Pruisen, dochter van Frederik Willem III. Uit dit huwelijk werden drie kinderen geboren:
- Frederik Frans II (28 februari 1823 – 15 april 1883), groothertog van Mecklenburg
- Louise (1824-1859), gehuwd met Hugo zu Windisch-Graetz
- Frederik Willem Nicolaas (5 maart 1827 - 28 juli 1879), gehuwd met Alexandrine van Pruisen, dochter van Albert van Pruisen en Marianne van Oranje-Nassau

Paul Frederik volgde in 1837 zijn grootvader Frederik Frans I op als groothertog. Hij verplaatste zijn residentie van Ludwigslust naar Schwerin en voerde juridische en infrastructurele verbeteringen door (zo sloot hij Mecklenburg-Schwerin aan op het spoorwegennet). Hij stierf echter reeds in 1842 toen hij kouvatte terwijl hij zich naar een brand in Schwerin repte. Hij werd opgevolgd door zijn zoon Frederik Frans II.

## Familie
Paul Frederik had een zus: Maria van Mecklenburg-Strelitz (1803–1862) en twee halfbroers: Albert van Mecklenburg-Schwerin (1812–1834) en Magnus van Mecklenburg-Schwerin (1815–1816), beide uit het eerste  huwelijk van zijn vader met Caroline van Saksen-Weimar-Eisenach (1786–1816).

## Voorouders
| Kwartierstaat van Paul Frederik van Mecklenburg-Schwerin | Kwartierstaat van Paul Frederik van Mecklenburg-Schwerin                                                | Kwartierstaat van Paul Frederik van Mecklenburg-Schwerin                                                | Kwartierstaat van Paul Frederik van Mecklenburg-Schwerin                                              | Kwartierstaat van Paul Frederik van Mecklenburg-Schwerin                                              | Kwartierstaat van Paul Frederik van Mecklenburg-Schwerin                                         | Kwartierstaat van Paul Frederik van Mecklenburg-Schwerin                                         | Kwartierstaat van Paul Frederik van Mecklenburg-Schwerin                                                           | Kwartierstaat van Paul Frederik van Mecklenburg-Schwerin                                                           |
| -------------------------------------------------------- | --- | --- | --- | --- | ------------------------------------------------------------------------------------------------ | ------------------------------------------------------------------------------------------------ | --- | --- |
| Overgrootouders                                          | Lodewijk van Mecklenburg-Schwerin (1725-1778) ∞ Charlotte Sophie van Saksen-Coburg-Saalfeld (1731-1810) | Lodewijk van Mecklenburg-Schwerin (1725-1778) ∞ Charlotte Sophie van Saksen-Coburg-Saalfeld (1731-1810) | Johan August van Saksen-Gotha-Altenburg (1704-1767) ∞ Louise van Reuss-Schleiz (1726-1773)            | Johan August van Saksen-Gotha-Altenburg (1704-1767) ∞ Louise van Reuss-Schleiz (1726-1773)            | Peter III van Rusland (1728–1762) ∞ 1745 Catharina II van Rusland (1729–1796)                    | Peter III van Rusland (1728–1762) ∞ 1745 Catharina II van Rusland (1729–1796)                    | Frederik Eugenius van Württemberg (1732–1797) ∞ 1753 Frederika Dorothea Sophia van Brandenburg-Schwedt (1736–1798) | Frederik Eugenius van Württemberg (1732–1797) ∞ 1753 Frederika Dorothea Sophia van Brandenburg-Schwedt (1736–1798) |
| Grootouders                                              | Frederik Frans I van Mecklenburg-Schwerin (1756-1837) ∞ Louise van Saksen-Gotha-Altenburg (1756-1808)   | Frederik Frans I van Mecklenburg-Schwerin (1756-1837) ∞ Louise van Saksen-Gotha-Altenburg (1756-1808)   | Frederik Frans I van Mecklenburg-Schwerin (1756-1837) ∞ Louise van Saksen-Gotha-Altenburg (1756-1808) | Frederik Frans I van Mecklenburg-Schwerin (1756-1837) ∞ Louise van Saksen-Gotha-Altenburg (1756-1808) | Paul I van Rusland (1754–1801) ∞ 1776 Sophia Dorothea Augusta Louisa van Württemberg (1759–1828) | Paul I van Rusland (1754–1801) ∞ 1776 Sophia Dorothea Augusta Louisa van Württemberg (1759–1828) | Paul I van Rusland (1754–1801) ∞ 1776 Sophia Dorothea Augusta Louisa van Württemberg (1759–1828)                   | Paul I van Rusland (1754–1801) ∞ 1776 Sophia Dorothea Augusta Louisa van Württemberg (1759–1828)                   |
| Ouders                                                   | Frederik Lodewijk van Mecklenburg-Schwerin (1778-1819) ∞ Helena Paulowna van Rusland (1784-1803)        | Frederik Lodewijk van Mecklenburg-Schwerin (1778-1819) ∞ Helena Paulowna van Rusland (1784-1803)        | Frederik Lodewijk van Mecklenburg-Schwerin (1778-1819) ∞ Helena Paulowna van Rusland (1784-1803)      | Frederik Lodewijk van Mecklenburg-Schwerin (1778-1819) ∞ Helena Paulowna van Rusland (1784-1803)      | Frederik Lodewijk van Mecklenburg-Schwerin (1778-1819) ∞ Helena Paulowna van Rusland (1784-1803) | Frederik Lodewijk van Mecklenburg-Schwerin (1778-1819) ∞ Helena Paulowna van Rusland (1784-1803) | Frederik Lodewijk van Mecklenburg-Schwerin (1778-1819) ∞ Helena Paulowna van Rusland (1784-1803)                   | Frederik Lodewijk van Mecklenburg-Schwerin (1778-1819) ∞ Helena Paulowna van Rusland (1784-1803)                   |
| Paul Frederik van Mecklenburg-Schwerin (1800-1842)       | | | | |                                                                                                  |                                                                                                  | | |

]